# Zyzz
Aziz Sergeyevich Shavershian (Ruso: en ruso: Азиз Серге́евич Шавершян); también conocido por su apodo de internet, Zyzz (Moscú, 24 de marzo de 1989-Pattaya, 5 de agosto de 2011), fue un culturista, modelo , entrenador personal y crossfitero australiano de origen armenio.Estableció un culto que sigue después de subir múltiples vídeos de él en YouTube, empezando en 2007. 
En julio de 2011, Shavershian ganó más atención de los medios cuando The Sydney Morning Herald publicó un artículo sobre la detención de su hermano mayor, por posesión de esteroides anabólicos. El 5 de agosto de 2011, mientras estaba de vacaciones en Tailandia, sufrió un ataque al corazón y murió a los 22 años.

## Culturismo
Antes de convertirse en un culturista, Shavershian había sido descrito como un "niño flaco" y un ectomorfo. Una vez completó la escuela secundaria, inspirado por su hermano culturista, se unió a un gimnasio local y comenzó a aprender sobre nutrición y entrenamiento, aplicándolo a su búsqueda de convertirse en un culturista. Pasaba de tres a cuatro horas al día entrenando en el gimnasio. Sus culturistas profesionales favoritos incluían a Arnold Schwarzenegger y Frank Zane.
En una entrevista con el sitio web de culturismo, Simplyshredded.com, Shavershian recordó que originalmente quería convertirse en un culturista para "impresionar a las chicas". Dijo que miraba fotos de culturistas y se decía a sí mismo que algún día sería como ellos. Casi cuatro años después de entrenar, dijo:
“Puedo decir con seguridad que mi motivación para entrenar va mucho más allá de simplemente impresionar a las personas, se deriva de la sensación de haber establecido metas y alcanzarlas y superarme en el gimnasio. Me encanta, la sensación de llegar a la última repetición y conseguir bombas de desgarro en la piel es algo que no veo sin mí.”
Antes de su muerte, Shavershian era el icono de una subcultura del culturismo amateur en Australia, apodado "estética", que se había hecho popular.  Había establecido su propia marca de proteínas, Protein of the Gods, lanzada en junio de 2011. También tenía una línea de ropa, y Zyzz's Bodybuilding Bible se lanzó el 17 de mayo de 2011, sobre la base de una recopilación de conocimientos sobre culturismo que había adquirido durante sus cuatro años de entrenamiento.  Afirmó que Internet ayudó a construir su marca y que, en última instancia, fue posible gracias al uso de las redes sociales.
El 14 de julio de 2011, el hermano de Shavershian, Said, fue arrestado por posesión de esteroides anabólicos, a los que se declaró culpable después de la muerte de Aziz. El Sydney Morning Herald cubrió el caso e incluyó una foto de Shavershian. Se opuso al uso de su fotografía para ilustrar lo que era esencialmente un artículo sobre el uso indebido de los esteroides anabólicos.
Cuando el Daily Telegraph le preguntó, Shavershian negó haber usado esteroides y afirmó que la forma de su cuerpo se debía al trabajo duro en el gimnasio y a una dieta estricta. Según el Sydney Morning Herald, la compañía que empleó a Shavershian como estríper mantuvo que era "un tipo encantador, aparte de los esteroides". Shavershian usaba a menudo frases como "ciclarse", que, según The Daily Telegraph, es "jerga de gimnasio para usar un ciclo de esteroides".

## Fallecimiento
El 5 de agosto de 2011, Shavershian sufrió un ataque al corazón en una sauna, mientras estaba de vacaciones en Tailandia. Lo llevaron a un hospital, donde los médicos no pudieron reanimarlo. Su familia y amigos publicaron la noticia de su muerte en Facebook. Su muerte fue confirmada el 9 de agosto de 2011 por el Departamento de Relaciones Exteriores y Comercio (DFAT). Una autopsia reveló un defecto cardíaco congénito no diagnosticado previamente. Su familia declaró que había mostrado varios síntomas menores en los meses previos a agosto de 2011, incluida la presión arterial alta y dificultad para respirar ocasional. Tenía antecedentes familiares de problemas cardíacos.

## Filmografía
| Año  | Título                      | Función  | Notas                        |
| ---- | --------------------------- | -------- | ---------------------------- |
| 2010 | Underbelly: The Golden Mile | Extra    | Episodio: "The Kingdom Come" |
| 2011 | The National Road Trip      | Él mismo | Episodios múltiples          |